# Pays de Saint-Yrieix
 (juin 2025).
Motif : Sans sources, pas trouvé de SIREN
- Archive Wikiwix
- Bing
- Cairn
- DuckDuckGo
- E. Universalis
- Gallica
- Google
- G. Books
- G. News
- G. Scholar
- Persée
- Qwant
- (zh) Baidu
- (ru) Yandex
- (wd) trouver des œuvres sur Wikidata

| 1. | Préciser le motif de la pose du bandeau. | Précisez le motif de la pose du bandeau en utilisant la syntaxe suivante : {{admissibilité à vérifier\|date=juillet 2025\|motif=remplacez ce texte par le motif}}                         |
| 2. | Informer les utilisateurs concernés.     | Pensez à avertir le créateur de l'article, par exemple, en insérant le code ci-dessous sur sa page de discussion : {{subst:avertissement admissibilité à vérifier\|Pays de Saint-Yrieix}} |

 (janvier 2017).
Le Pays de Saint-Yrieix était une structure de regroupement de collectivités locales françaises, créée par la loi Voynet, située dans le département de la Haute-Vienne et la région Nouvelle-Aquitaine.
Elle compte 27 566 habitants répartis sur 30 communes.
Elle regroupe la communauté de communes du Pays de Saint-Yrieix, la communauté de communes du Pays de Nexon, communauté de communes de l'Issaure, communauté de communes de Briance-Roselle, la communauté de communes du Martoulet et les communes de Saint-Bonnet-Briance et Saint-Genest-sur-Roselle, n'appartenant à aucune intercommunalité.
Le pays de Saint-Yrieix a été absorbé le 1er novembre 2016 par la Fédération Châtaigneraie Limousine.

## Communes
- voir aussi Liste des Pays du Limousin